# Flekainid
Flekainid (łac. flecainidum) – wielofunkcyjny organiczny związek chemiczny, pochodna benzamidu, lek przeciwarytmiczny klasy Ic według klasyfikacji Vaughana Williamsa, stosowany w leczeniu zaburzeń rytmu serca, zwalniający przewodzenie we wszystkich częściach układu bodźcotwórczo-przewodzącego serca, poprzez blokadę kanałów sodowych.

## Mechanizm działania
Flekainid jest lekiem przeciwarytmicznym klasy Ic według klasyfikacji Vaughana Williamsa. Flekainid najsilniej działa w pęczku Hisa, jednakże zwalnia przewodzenie we wszystkich częściach układu bodźcotwórczo-przewodzącego serca. Mechanizm działania antyarytmicznego flekainidu następuje poprzez blokadę kanałów sodowych, czego efektem jest zmniejszenie gromadzenia się jonów wapnia w komórkach.

## Zastosowanie
- nawrotny częstoskurcz węzłowy; arytmie związane z zespołem Wolfa-Parkinsona-White’a i podobnymi zespołami, wynikającymi z obecności dodatkowych dróg przewodzenia[8]
- objawowe napadowe migotanie przedsionków, jeżeli ustalono wskazania do leczenia i nie stwierdza się dysfunkcji lewej komory serca[8]
- objawowy utrwalony częstoskurcz komorowy[8]
- przedwczesne komorowe skurcze dodatkowe lub nieutrwalony częstoskurcz komorowy, powodujące objawy upośledzające jakość życia, jeżeli są oporne na inne rodzaje leczenia lub pacjent nie toleruje innych rodzajów leczenia[8]

W 2016 roku flekainid nie był dopuszczony do obrotu w Polsce.

## Działania niepożądane
Flekainid może powodować następujące działania niepożądane, występujące ≥1/1000 (bardzo często, często i niezbyt często):
- obniżenie liczby erytrocytów
- obniżenie liczby leukocytów
- obniżenie liczby trombocytów
- zawroty głowy
- zaburzenia wzroku
- działanie proarytmiczne
- duszność
- nudności
- wymioty
- biegunka
- zaparcie
- ból brzucha
- zmniejszenie apetytu
- dyspepsja
- nadmierne gazy jelitowe
- nadwrażliwość skórna
- łysienie
- astenia
- przewlekłe zmęczenie
- gorączka
- obrzęki